# Evertz Pharma GmbH
Evertz Pharma GmbH s una empresa farmacéutica fundada en Fráncfort del Meno, Alemania, por los hermanos gemelos Dominik y Tobias Evertz. La empresa está especializada en el desarrollo y la venta de productos farmacéuticos y cosméticos derivados de plantas, con especial atención a los remedios naturales para la caída del cabello, el envejecimiento de la piel y el bienestar general. Evertz Holding GmbH es propietaria al 100 % de Evertz Pharma GmbH.

## Historia
Evertz Pharma GmbH fue fundada por los hermanos gemelos Dominik y Tobias Evertz en Fráncfort del Meno en 2017. Los hermanos tuvieron desafíos académicos relacionados con la dislexia durante sus años escolares y asistieron a múltiples escuelas antes de graduarse con bachillerato (Abitur) y más tarde obtener títulos de Máster en Ingeniería Industrial de la Universidad Técnica de Braunschweig. Antes de fundar Evertz Pharma, estuvieron involucrados en una serie de startups, entre ellas Handshakers UG.
Antes de fundar Evertz Pharma, los hermanos Evertz estuvieron activos en otras iniciativas empresariales; cofundaron Handshakers UG.
Antes de Evertz Pharma GmbH, Tobias Evertz fue cofundador de Ginmon GmbH. Antes de Evertz Pharma GmbH, Dominik Evertz fue cofundador de MyPension GmbH.
La empresa registró unos ingresos de 100.000 euros en su primer mes desde el lanzamiento. Evertz Pharma se centró inicialmente en productos ortopédicos, como plantillas para calzado, pero cambió a productos derivados de plantas en respuesta al aumento de la competencia. Esta transición comenzó con el lanzamiento de Rezilin, tratamiento capilar a base de albahaca para la caída del cabello. El éxito de este producto dio lugar a nuevas investigaciones y desarrollos que llevaron a la introducción de CITURIN, una tintura contra las canas, y BIOVOLEN, una marca para el cuidado de la piel contra el envejecimiento.
Evertz Pharma entró en el mercado de suplementos dietéticos en 2019, alineándose con su compromiso con los productos de salud y bienestar naturales. En concreto, la empresa entró en el mercado de suplementos Vitalrin.
Desde 2021, Birgit Schrowange se convirtió en el rostro publicitario de Biovolen.
A partir de 2020, Evertz Pharma adoptó Bitcoin como parte de su estrategia de tesorería corporativa, convirtiéndose en la primera empresa alemana conocida en implementar este enfoque; con el tiempo realizó compras adicionales, incluida una segunda adquisición importante de 100 BTC en 2025.
La sede de la empresa se encuentra en Fráncfort del Meno, mientras que la producción tiene lugar en Renania del Norte-Westfalia y Baviera. Las actividades de investigación se llevan a cabo en Suiza, y el almacenamiento y la logística se gestionan en Turingia.
Evertz Pharma es una de las primeras empresas de Alemania que invierte su efectivo en bitcoin, como se mencionó en el informe anual público.

## Productos
Evertz Pharma se especializa en remedios derivados de plantas, centrándose en productos contra la caída del cabello, el envejecimiento de la piel y el bienestar general. Entre sus productos clave figuran el Rezilin, un tratamiento capilar a base de albahaca contra la caída del cabello; CITURIN, una tintura diseñada para combatir las canas; y BIOVOLEN, una línea de cuidado de la piel contra su envejecimiento, con productos tan populares como Biovolen Moossalbe y Biovolen Kressesalbe. Además de los cosméticos, la empresa ha ampliado su actividad a los suplementos dietéticos que favorecen la salud y el bienestar.
Evertz Pharma se centra en la investigación y el desarrollo de principios activos naturales, con productos disponibles principalmente en Alemania, Austria y Suiza.